# Strand skoleinternat

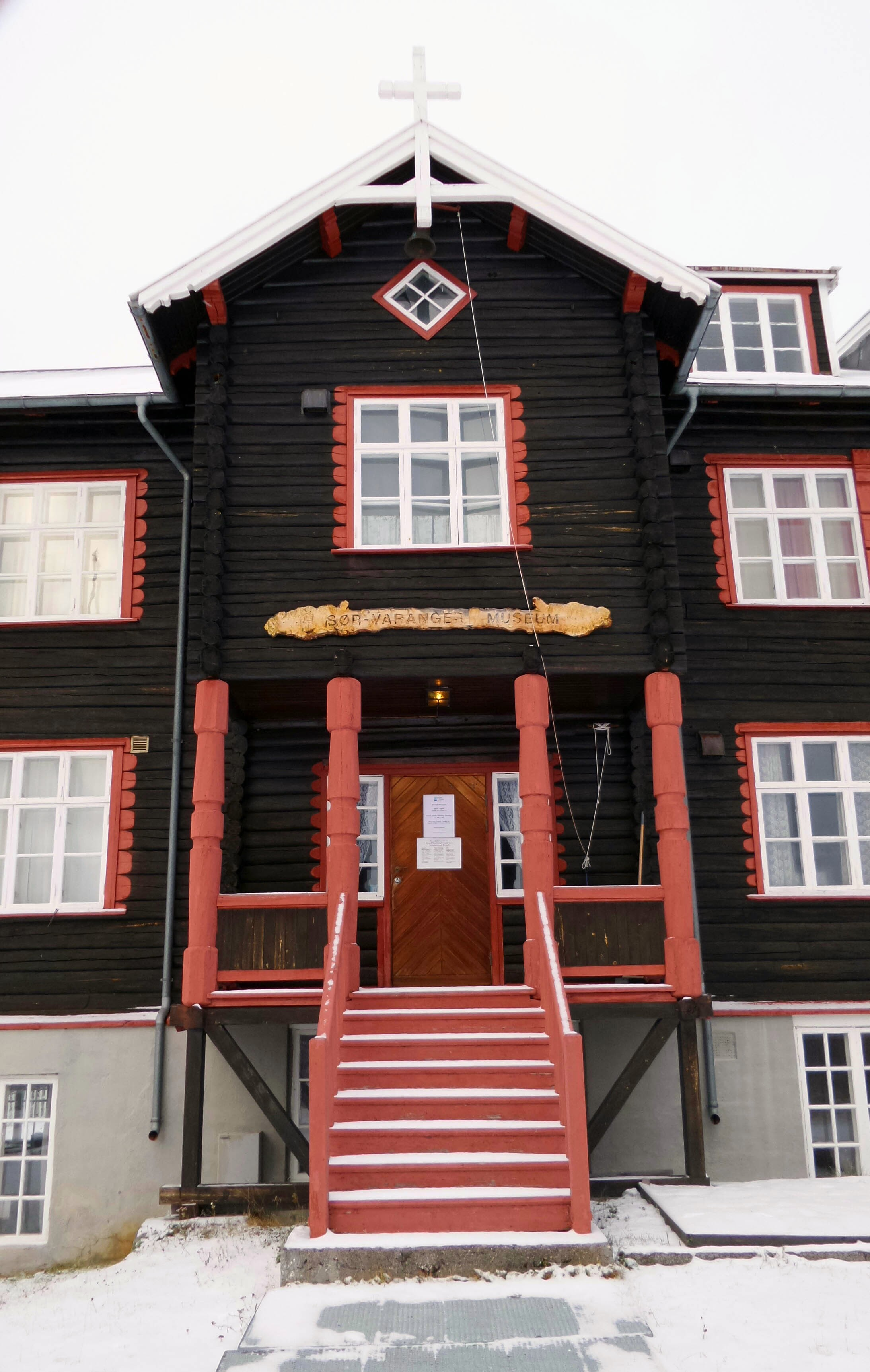
Strand skoleinternat

Strand skoleinternat är en tidigare internatskola i Pasvikdalen i Sør-Varangers kommun i Finnmark fylke i Norge.
Strand skoleinternat byggdes 1905 i Pasvikdalen och fungerade som en internatskola fram till 1960-talet. Eleverna bodde växelvis på skolan och hemma i sexveckorsperioder. De reste också hem på helgerna varannan vecka. Skolan lades helt ned 1982, efter det att en ny skola byggts i Svanvik. 
Efter nedläggningen startade en omfattande restaurering för att göra skolan till Sør-Varanger museums huvudbyggnad. År 1987 öppnade museet där. Sedan 1997 är byggnaden en av museets filialer.
Byggnaden var ursprungligen en 30 meter lång, tio meter bred och sex meter hög timmerbyggnad i två våningar, som ritats av Bredo Greve. Den inrymde i andra våningen två sovsalar för pojkar respektive för flickor samt rum för husmor. I undervåningen fanns ett stort klassrum och en slöjdsal. Senare byggdes ett badhus och i en sidobyggnad fanns kök och vedbod. 
I undervåningen fanns också från början och fram till 1934 ett kapell och ett övernattningsrum för en präst bredvid klassrummet.
År 1914 byggdes internatet ut genom att taket lyftes upp och byggnaden förlängdes på västsidan. År 1928 skedde ytterligare en utbyggnad. Byggnaden överlevde som en av få i området ödeläggelsen av den tyska armén under andra världskrigets slutskede.
Byggnaden är ett kulturminne med id-nr 87568.